# Halictus pilicrus
Halictus pilicrus là một loài Hymenoptera trong họ Halictidae. Loài này được Friese mô tả khoa học năm 1921.